# Сетук (Бузеу)
Сетук (рум. Sătuc) — село у повіті Бузеу в Румунії. Входить до складу комуни Берка.
Село розташоване на відстані 104 км на північний схід від Бухареста, 18 км на північний захід від Бузеу, 107 км на захід від Галаца, 92 км на південний схід від Брашова.

## Населення
За даними перепису населення 2002 року у селі проживала 751 особа, з них 747 осіб (99,5%) румунів. Усі жителі села рідною мовою назвали румунську.